# Santiago C. Fassi
Santiago Carlos Fassi (Buenos Aires, 5 de enero de 1902-ibídem, 27 de noviembre de 1977) fue un abogado, profesor y político argentino. Miembro de la Unión Cívica Radical, se desempeñó como diputado nacional por la Capital Federal en dos oportunidades (1938-1942 y 1952-1955) y como senador nacional por la Capital Federal entre 1963 y 1966.
Fue también profesor, vicedecano, decano y rector-interventor de la Universidad Nacional de La Plata en 1957.

## Biografía
Nacido en Buenos Aires en enero de 1902, estudió abogacía en la Facultad de Ciencias Jurídicas y Sociales de la Universidad Nacional de La Plata (UNLP), graduándose en 1925. Recibió un doctorado en jurisprudencia en la Facultad de Derecho y Ciencias Sociales de la Universidad de Buenos Aires en 1928. Su tesis fue titulada Acciones reipersecutorias. Se especializó en derecho de familia.
Fue profesor suplente de derecho civil (familia y sucesiones) en la UNLP desde 1934, alcanzando la titularidad en 1943. Dejó la docencia en 1946, reincorporándose en 1955. En 1957 fue rector-interventor de la UNLP, designado por el presidente de facto Pedro Eugenio Aramburu. En la UNLP fue también director del Instituto de Derecho Comparado desde 1960, miembro del consejo académico, vicedecano (en 1945-1946) y decano de la Facultad de Ciencias Jurídicas y Sociales entre 1961 y 1964.
Ejerció como abogado de diversas asociaciones sindicales como la Unión Tranviarios Automotor (UTA), Asociación Trabajadores del Estado (ATE), Asociación Bancaria, Asociación de Farmacias y la Unión Viajantes de Comercio. Además, fue abogado del Club Atlético Boca Juniors.
En política, actuó en la Unión Cívica Radical y en la UCR Antipersonalista, desempeñándose como diputado nacional por la Capital Federal, entre 1938 y 1942, y nuevamente entre 1952 y 1955. En las elecciones legislativas de 1951 había sido el candidato radical en la 7.° circunscripción de la Capital, quedando en segundo lugar ante el candidato peronista Tito Vicente Pérez Otero. Fue miembro de la Comisión Parlamentaria Mixta Revisora de Cuentas de la Administración. Su segundo período, que se extendía hasta 1958, fue interrumpido por el golpe de Estado de septiembre de 1955.
Más tarde adhirió a la Unión Cívica Radical del Pueblo (UCRP) y en 1963 fue elegido senador nacional por la Capital Federal. Allí presidió el bloque de la UCRP y fue miembro de la Comisión de Relaciones Exteriores y Culto. Su mandato en el Senado, que se extendía hasta 1969, fue interrumpido por el golpe de Estado de junio de 1966.
Falleció por un ataque cardíaco en noviembre de 1977, a los 75 años.

## Obras
- Prescripción de la petición de herencia (1937).[1]
- La sucesión hereditaria en el proyecto de Código Civil Argentino de 1936 (1940).[1]
- La nulidad del matrimonio (1942).[1]
- Los bienes reservados (1942).[1]
- Naturaleza jurídica de la sociedad conyugal (1942).[1]
- Regímenes matrimoniales (1944).[1]
- Tipificacíon de la sociedad conyugal (1959).[14]
- Código civil italiano: con notas para el estudioso argentino (1960).[14]
- Estudios de derecho de familia (1962).[14]
- El juicio de desalojo en el régimen procesal y las leyes de emergencia (1969).[14]
- Tratado de los testamentos (1970).[14]
- Prescripción de la acción de petición de herencia y de partición hereditaria (1971).[15]
- Concursos comerciales y civiles: comentario exegético de la ley y jurisprudencia actualizada (1977).[14]
- Sociedad conyugal (1977). Junto con Gustavo Alberto Bossert.[16]